# Durval Ângelo
Durval Ângelo Andrade (Baixo Guandu, 11 de janeiro de 1958) é professor, escritor e político brasileiro com base eleitoral no estado de Minas Gerais, filiado ao PT.

## Biografia
Durval Ângelo Andrade é filho de Geraldo Andrade e Olinda Zanon Andrade.
Professor de História, Filosofia, Didática e Ensino Religioso. Foi 2º-vice-presidente da ALMG (1999-2000). A partir do terceiro mandato, ocupou a presidência da Comissão de Direitos Humanos da Assembleia Legislativa do Estado de Minas Gerais, cargo que exerceu inclusive na 16ª Legislatura. Foi também o relator da Comissão Especial da Execução das Penas no Estado 2009. É professor universitário de Filosofia e membro do Mobon e da assessoria de CEBs. Foi presidente do PT em Contagem. É professor nas redes pública e privada, dirigente sindical da Associação dos Professores de Contagem (1989-1990) e ex-diretor do Sind-UTE. É membro da rede de assessores do Cefep, sediado em Brasília.
Durval Ângelo foi vereador em Contagem (1989-1994) e atualmente exerce o cargo de deputado estadual em Minas Gerais, desde 1995.

## Prêmios e condecorações
2010
- Cidadão Honorário de Caputira [1] e de Belo Horizonte.[6]

2009
- Cidadão Honorário de Patrocínio.[7]
- Medalha Desembargador Guido de Andrade da Associação dos Magistrados Brasileiros.[8][9]